# 通順街教堂
通順街教堂，全称通顺街基督教堂，简称通顺堂，是中国内蒙古首府呼和浩特市最古老的现今仍在运作的基督新教教堂，其历史可追溯到1886年。自从1950年代后期到文化大革命开始，通顺街教堂曾经是全市各个基督教派多年联合聚会的场所。现在，该堂是内蒙古圣经学校的实习教堂和联合圣经公会在呼和浩特市的唯一圣经分发点。

## 历史
1886年，内地会在归化城（今呼和浩特市）通顺街建立基督新教教堂，牧者7人（瑞典人）、信徒289人、房屋168间、男女国民学校各 1 所，高等学校 1 所。
1923-1925年，在信徒捐款帮助下，瑞典牧师麦礼植在通顺街北路购得一粮店大院，在该处建立大礼堂，并在教堂后院建立归绥培真国民学校，教会内
设立医务室，瑞典医生在此为市民看病，并培养本地的医生。教堂有一座高高的钟楼，钟声方圆三四里都能听到。
1950年代后期，全国基督教界兴起“自治、自养、自传”的三自爱国运动，呼和浩特市各基督教派联合崇拜，地点就设在通顺街教堂。
1966年，文化大革命开始，教会被迫停止聚会，教堂被改为粮站，直至文革结束后的1980年前后这些物业才归还给教会。 
1987年，经简单维修后教堂恢复聚会。起初只有几百位会友参加。
1995年10月到1996年10月教堂翻修，竣工后教堂建筑面积1010平方米，可容纳1500人同时做礼拜。
2010年，院内西楼翻修，增加了一些办公室。北侧新建了基督教两会住宅宿舍楼。
2015年9至10月，对教堂做了装修改造，添加了桌椅等设施。教会的会友也增加到3000人左右。同年，内蒙古圣经学校迁入在教堂院内新建的教学大楼。

## 事工
除了主日崇拜之外，教会还开展传福音和社会关怀等多项事工。例如向红十字会捐款抗击新冠肺炎和关心空巢老人等。
自1997年以来，通順街教堂还一直是联合圣经公会在呼和浩特市的唯一圣经分发点。 

## 建筑
1923至25年间建立和1995年翻修的通順街教堂建筑面积1010平方米，主体工程礼拜堂分上下两层，能容纳1500人同时聚会。除了主堂之外，还有前堂和后院。前堂供传福音用，后院有牧者和其他职员的居所、办公室和库房等。高高的钟楼上，挂着一个声音特别洪亮的大铁钟，敲钟时，方圆三五里都能听到。

## 圣经学校
内蒙古基督教圣经学校隶属于内蒙古基督教两会，创办于1987年，初期是一个基督教义工班，2007年更名为“内蒙古基督教圣经学校”，2015年迁至通顺街教堂院内新建的教学大楼，同时该教堂也被定为学校的实习教堂。圣经学校设有三年制大专班（圣经、圣乐专业）面向内蒙古全区招生， 截至2022年，累积毕业生已经超过1200人。